# Partido de los Trabajadores (Túnez)
El Partido de los Trabajadores (Parti des travailleurs en francés; حزب العمال en árabe), hasta 2012: Partido Comunista de los Obreros Tunecinos (Parti Communiste des Ouvriers Tunisiens en francés; حزب العمال الشيوعي التونسي Hizb Al-'Ummal Al-Shuyu'i Al-Tunisiy en árabe), es un partido marxista-leninista fundado el 3 de enero de 1986 e ilegalizado en Túnez hasta el 18 de marzo de 2011, día en el que fue legalizado por el gobierno de transición.
Sus juventudes son la Unión de Jóvenes Comunistas de Túnez. Forma parte de la Conferencia Internacional de Partidos y Organizaciones Marxista-Leninistas (CIPOML).
Amnistía Internacional denunció en 1998 que cinco estudiantes fueron condenados a cuatro años de prisión por pertenecer al PCOT tras unas protestas estudiantiles.
Entre finales de 2010 y principios de 2011, el PCOT participó activamente en la Revolución tunecina contra el régimen de Zine El Abidine Ben Ali, denunciando la falta de una verdadera democracia en el país y contribuyendo a su caída el 14 de enero. Esto llevó al arresto de muchos miembros del Partido, entre ellos su portavoz Hamma Hammami, que fue detenido por la policía en la mañana del 12 de enero de 2011 cuando se encontraba en su domicilio.
El 20 de enero de 2011 constituye, junto a otras fuerzas políticas nacionalistas y de izquierdas de Túnez, el Frente 14 de Enero, para impulsar la Revolución Tunecina y ayudar a consolidar los cambios en el país magrebí.
|                     |
| Encuentro del PCOT. |

|                       |
| Conferencia del PCOT. |

|                             |
| Vista de una sede del PCOT. |